# Dickinson County (Michigan)
Dickinson County is een county in de Amerikaanse staat Michigan.
De county heeft een landoppervlakte van 1.985 km² en telt 27.472 inwoners (volkstelling 2000). De hoofdplaats is Iron Mountain.

## Bevolkingsontwikkeling

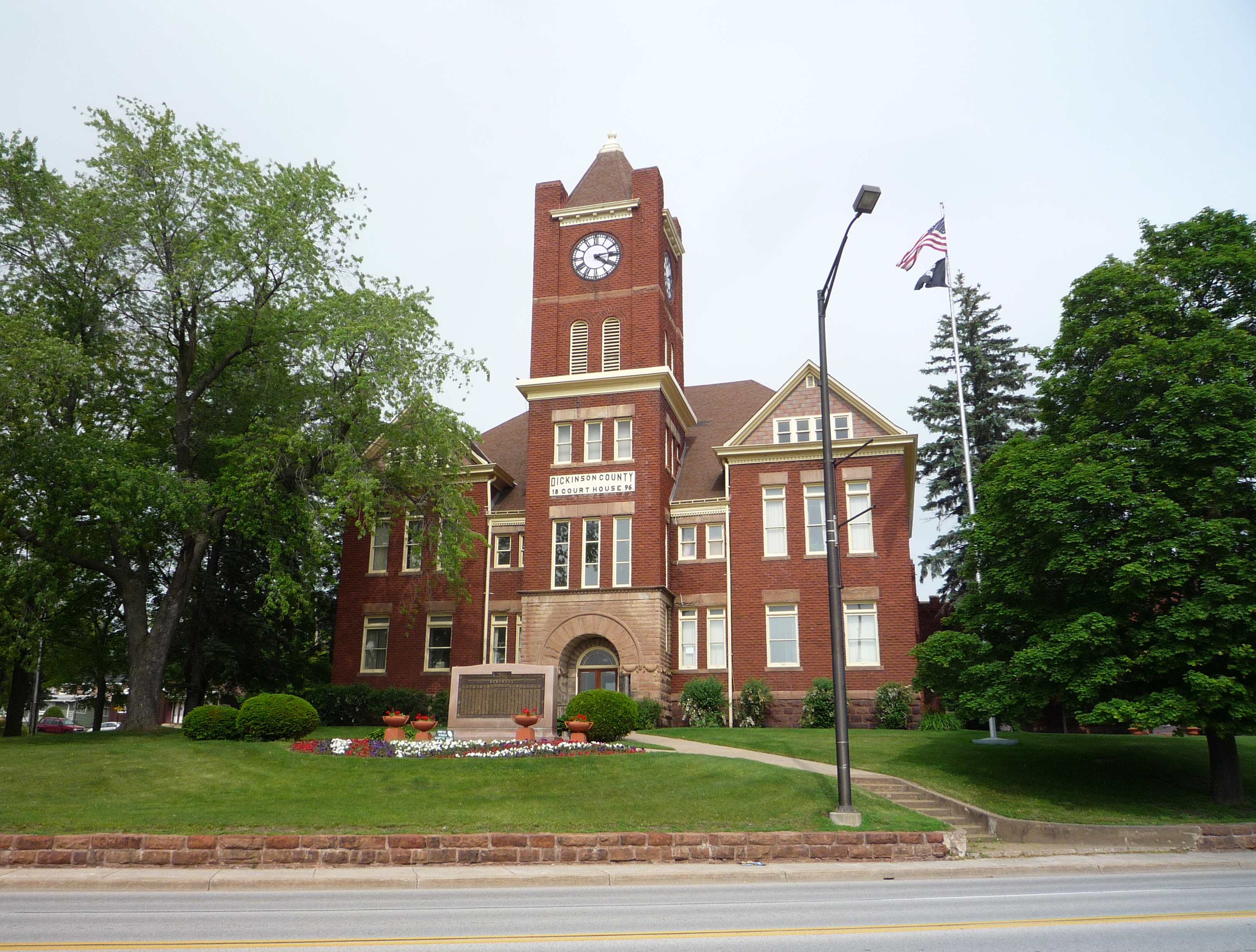
Dickinson County Courthouse